# 다나카 준
다나카 준(일본어: 田中 淳, 1983년 9월 1일 ~ )는 일본의 전 축구 선수이다.

## 구단 경력
과거 더스파 구사쓰에서 활동하였다.